# مهي أباد بايين
مهي أباد بايين (بالفارسية: مهی‌آباد پایین) هي قرية تقع في قسم كاخك الريفي في إيران.